# Grybów (comune rurale)
Grybów è un comune rurale polacco del distretto di Nowy Sącz, nel voivodato della Piccola Polonia.
Ricopre una superficie di 153,01 km² e nel 2006 contava 22 529 abitanti.
Il capoluogo è Grybów, che non fa parte del territorio ma costituisce un comune a sé.